# Lymantria castanea
Lymantria castanea este o specie de molii din genul Lymantria, familia Lymantriidae, descrisă de Sir George Hamilton Kenrick 1914 Conform Catalogue of Life specia Lymantria castanea nu are subspecii cunoscute.